# Parkway Drive
Parkway Drive ist eine australische Metalcore-Band aus Byron Bay in New South Wales. Die Band gründete sich im Sommer 2003 und hat bislang sieben Studioalben veröffentlicht, von denen drei Platz eins der australischen Albumcharts erreichten. Fünf der sechs Studioalben erhielten in Australien eine Goldene Schallplatte. 2010 und 2018 wurde die Band mit dem ARIA Music Award in der Kategorie Best Hard Rock or Heavy Metal Album ausgezeichnet.

## Geschichte
Parkway Drive wurde im Sommer 2003 gegründet. Kurze Zeit später erschien eine Split-CD mit I Killed the Prom Queen, und im selben Jahr spielte die Band auf der Byron-Bay-Hardcore-Compilation What We’ve Built. 2004 wurde die erste EP Don’t Close Your Eyes bei Resist Records aus Sydney veröffentlicht. Im Mai 2005 nahmen sie mit Adam Dutkiewicz, dem Gitarristen von Killswitch Engage, ihr Debüt-Album Killing with a Smile auf. Seit August 2006 vertreibt Epitaph Records Killing with a Smile in den Vereinigten Staaten. Shaun Cash verließ Parkway Drive Ende 2006 aus familiären Gründen und blieb der Band weiterhin freundschaftlich verbunden. Als Ersatz stieß Jia O’Connor zur Band. Jia hatte vorher als Merchandise-Verkäufer für Parkway Drive gearbeitet und konnte zum Einstieg in die Band noch nicht Bass spielen.
Im Jahr 2007 wurde mit Horizons das zweite Studioalbum der Band veröffentlicht. Mitte 2009 kam die DVD Parkway Drive auf den Markt. Diese enthält Livemitschnitte, ein Livekonzert und Hintergrundinfos der Band. Im April 2010 beendete die Band die Aufnahmen für ihr nächstes Album Deep Blue. Das neue Songmaterial wurde in Los Angeles mit dem Produzenten Joe Barresi (Queens of the Stone Age, Bad Religion, Tool) aufgenommen. Das Album enthält 13 Lieder und ist am 25. Juni 2010 erschienen. Auf dem Album befindet sich eine Neuaufnahme des Titels Hollow Man von der Split-CD What We’ve Built, die auf Deep Blue nur noch Hollow heißt. Marshall Lichtenwaldt, Sänger der Band The Warriors, mit denen Parkway Drive schon mehrere Touren absolvierten, hat in diesem Lied einen Gastauftritt. Hollow ist jedoch eher als Fortsetzung von Hollow Man zu verstehen. Der Text ist zwar komplett verschieden, jedoch erinnert Hollow in seiner Struktur und an mehreren Stellen an das Original Hollow Man.
Im Oktober 2012 veröffentlichte Parkway Drive ihr viertes Studioalbum Atlas. Es stieg in Australien auf Platz 3 der Albumcharts ein. In Deutschland erreichte das Album mit Platz 22 seine Höchstposition. Der Videoclip Dark Days wurde am 11. September veröffentlicht. Die anschließende Tour führte durch Australien, Neuseeland und Europa, darunter sechs deutsche Städte (Hamburg, Berlin, Oberhausen, Wiesbaden, München und Dresden). Der Support bei der Europa-Tour waren Emmure, The Word Alive und Structures.
Am 25. September 2015 erschien das Album Ire. Eine Deluxe-Version von Ire erschien am 15. Juli 2016, die neben den schon bekannten elf Liedern zwei neue Lieder (Devil’s Calling und Into the Dark) und einen Remix von A Deathless Song enthält. Nach knapp drei Jahren Pause wurde am 4. Mai 2018 das Album Reverence veröffentlicht und stieg direkt in die Top 5 der deutschen Albumcharts ein und konnte sich über mehrere Wochen dort halten. Am 27. März 2020 ist der gleichnamige Soundtrack zum vorab erschienenen Kinofilm Viva the Underdogs veröffentlicht worden. Auf diesem sind neben Live-Mitschnitten des Auftritts vom Wacken 2019 auch drei remixte Versionen vom vorherigen Album Reverence erschienenen Titeln auf deutsch zu finden.
Am 9. September 2022 veröffentlichte die Band ihr siebtes Studioalbum Darker Still.

## Stil
Parkway Drive sind bekannt für ihre zahlreichen und harten Breakdowns, die Verwendung von Soli und den Verzicht auf den Metalcore-typischen Clean-Gesang, welcher nur in wenigen alten Songs zu finden ist und ab dem Album Killing with a Smile vollends verschwand. Auf die Frage hin, ob sie Hard- oder Metalcore spielen, sagte Sänger Winston McCall, dass der Sound eher ins Metalcore-Schema passe, er sich aber zur Hardcore-Szene zugehörig fühle und nie viel mit Metal zu tun gehabt habe. Seit dem 2015 erschienenen Album Ire hat sich der Stil der Band vom reinen Metalcore entfernt und wurde vielschichtiger.

## Galerie

Parkway Drive, live auf dem Full Force 2019
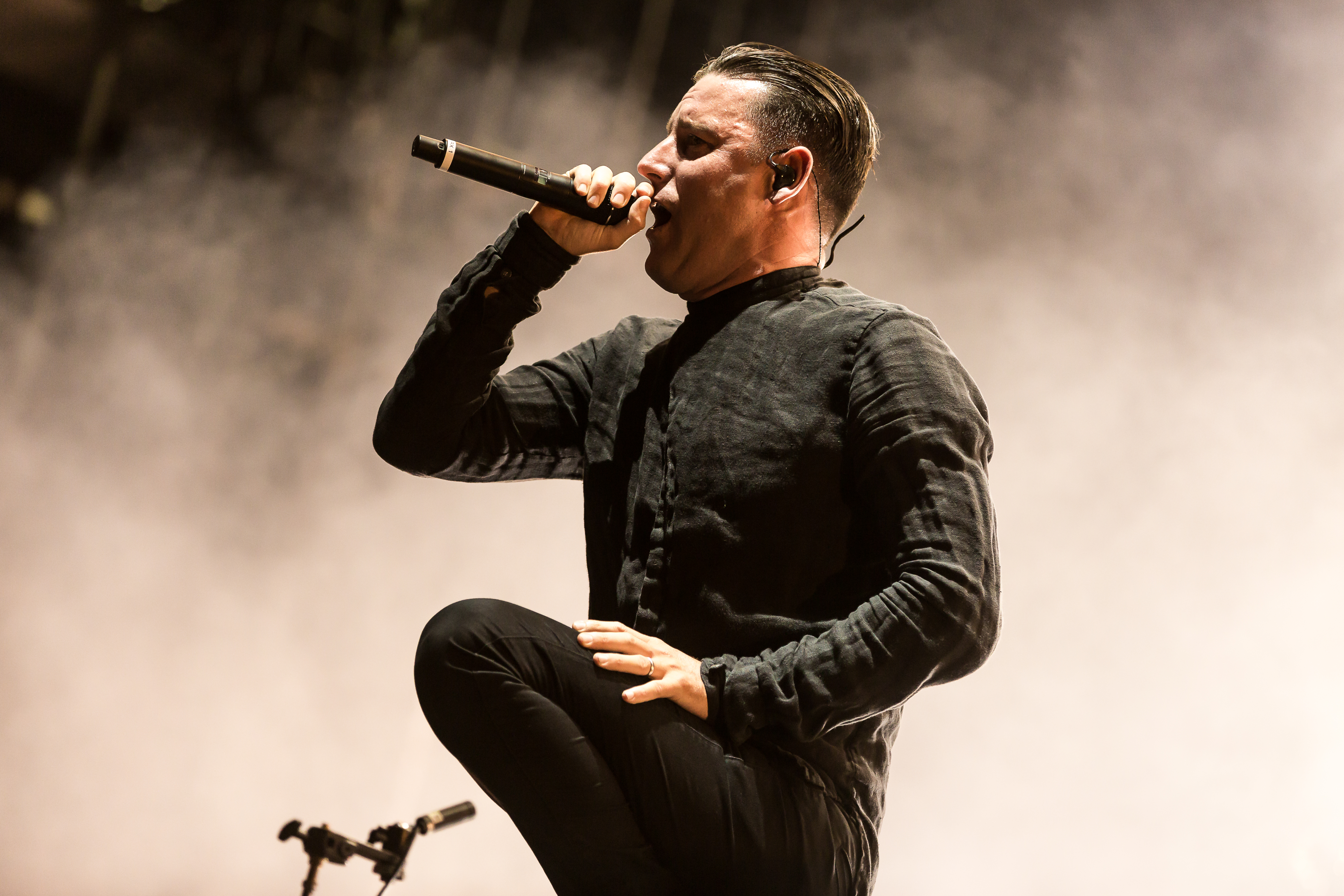
Winston McCall
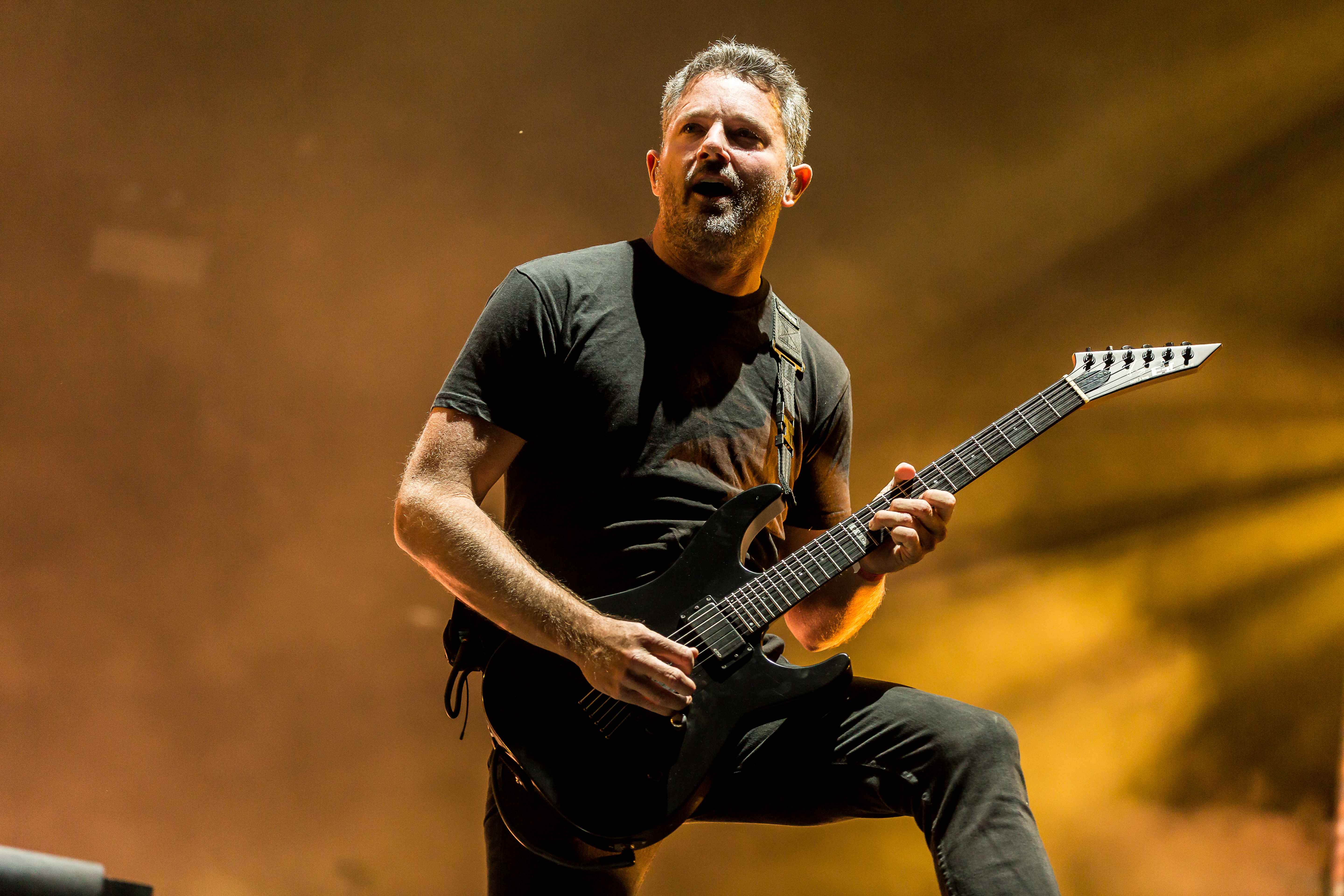
Jeff Ling
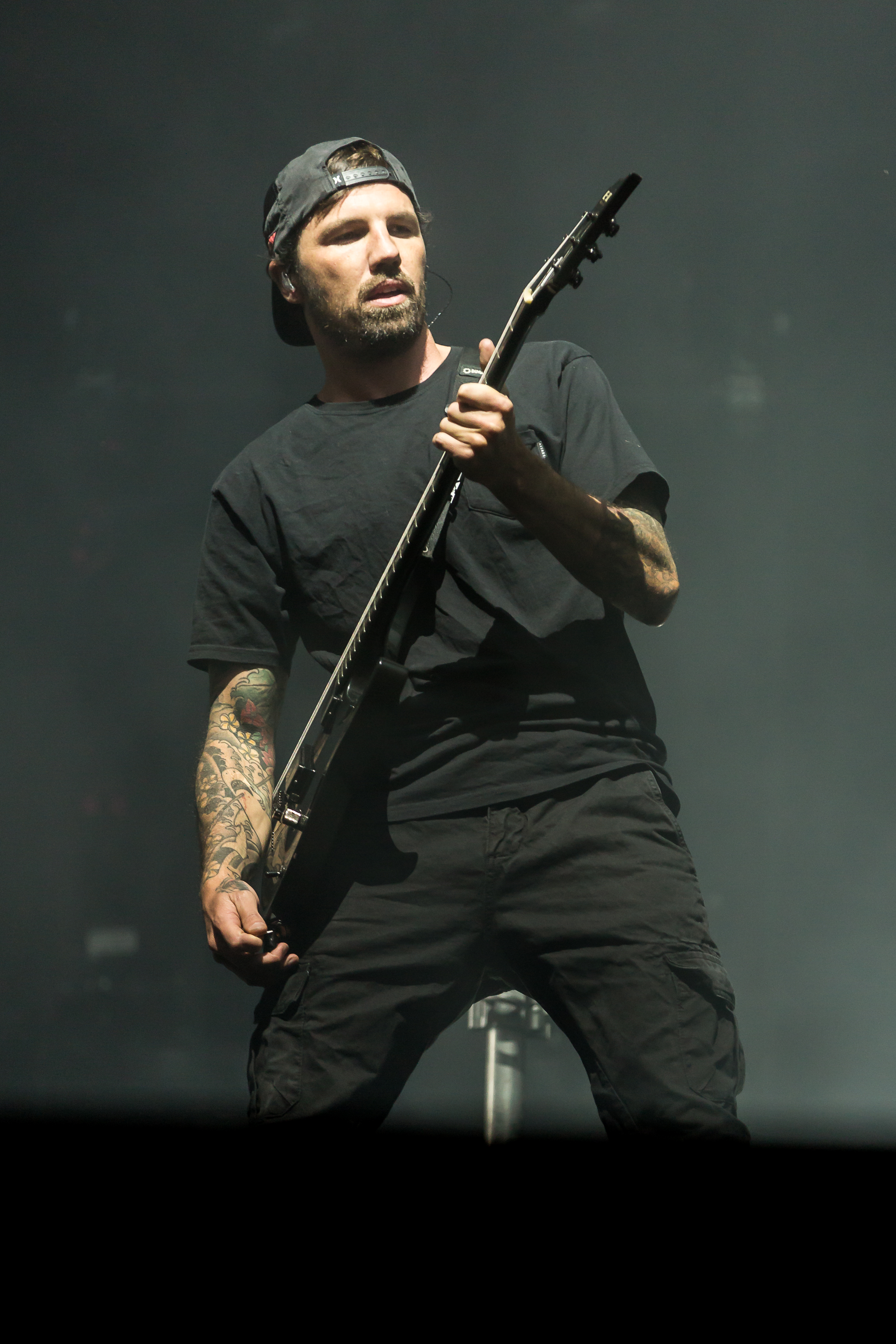
Luke Kilpatrick
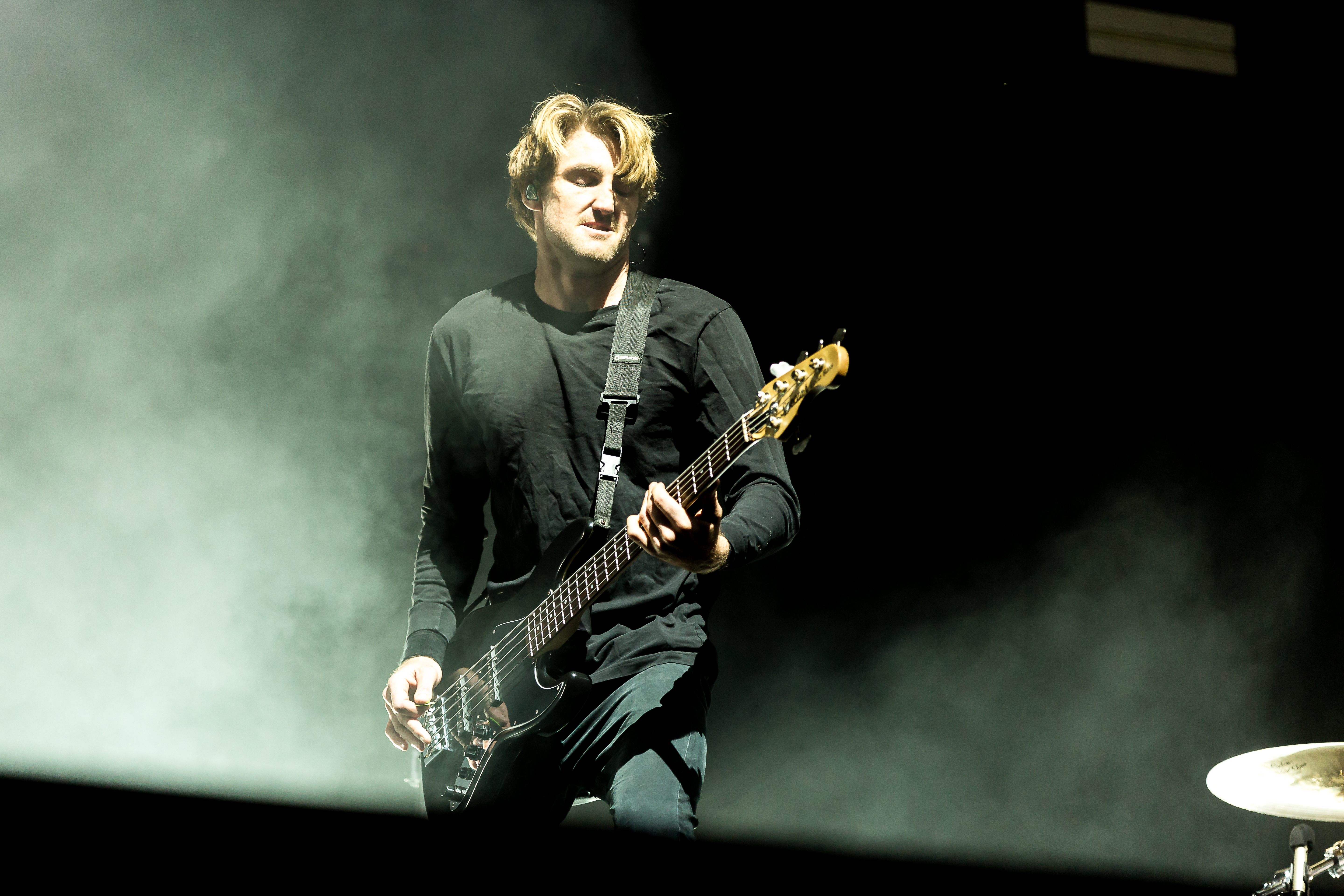
Jia O’Connor
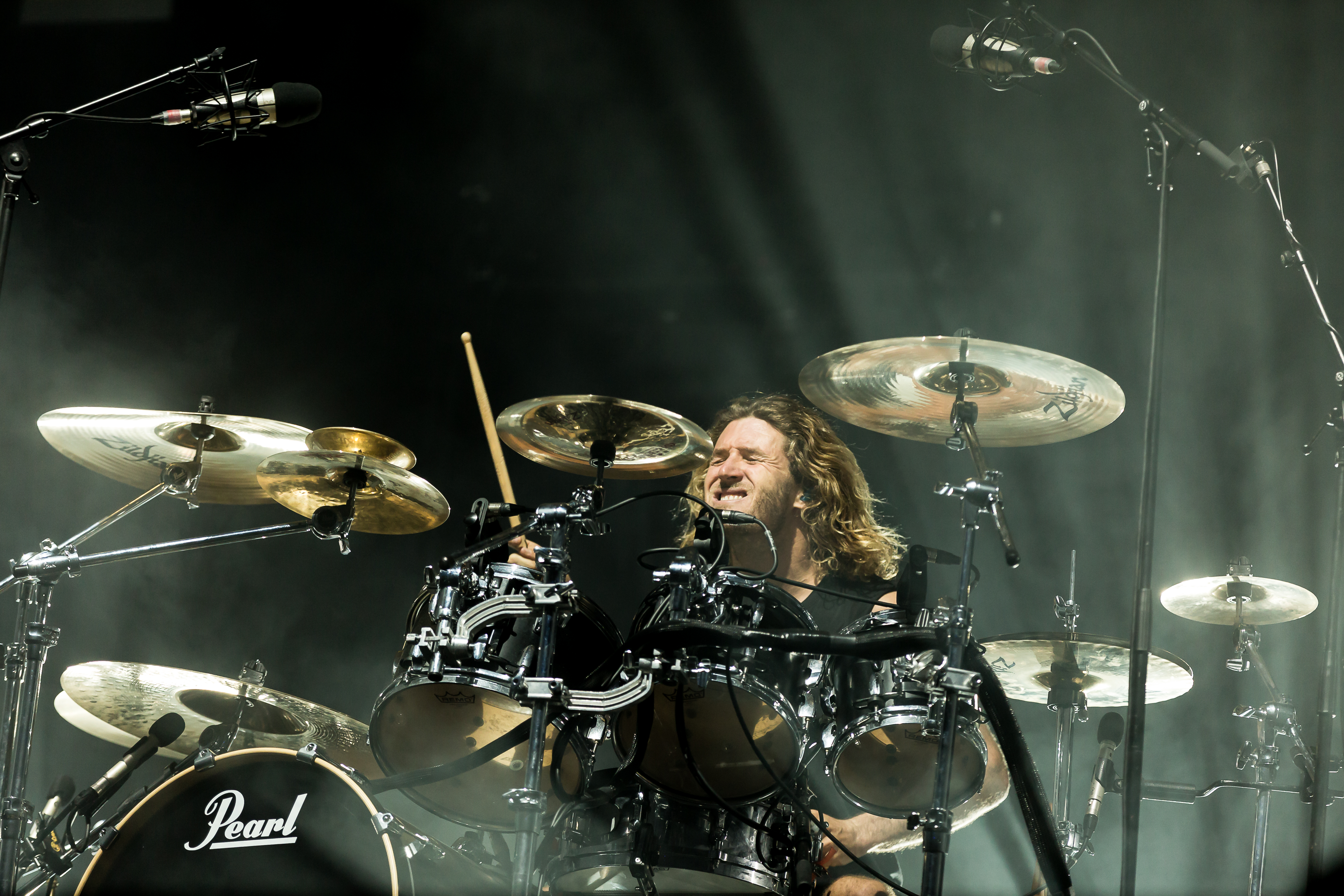
Ben Gordon

## Diskografie
Studioalben

| Jahr | Titel Musiklabel                          | Höchstplatzierung, Gesamtwochen, AuszeichnungChartplatzierungen (Jahr, Titel, Musiklabel, Platzierungen, Wochen, Auszeichnungen, Anmerkungen) | Höchstplatzierung, Gesamtwochen, AuszeichnungChartplatzierungen (Jahr, Titel, Musiklabel, Platzierungen, Wochen, Auszeichnungen, Anmerkungen) | Höchstplatzierung, Gesamtwochen, AuszeichnungChartplatzierungen (Jahr, Titel, Musiklabel, Platzierungen, Wochen, Auszeichnungen, Anmerkungen) | Höchstplatzierung, Gesamtwochen, AuszeichnungChartplatzierungen (Jahr, Titel, Musiklabel, Platzierungen, Wochen, Auszeichnungen, Anmerkungen) | Höchstplatzierung, Gesamtwochen, AuszeichnungChartplatzierungen (Jahr, Titel, Musiklabel, Platzierungen, Wochen, Auszeichnungen, Anmerkungen) | Höchstplatzierung, Gesamtwochen, AuszeichnungChartplatzierungen (Jahr, Titel, Musiklabel, Platzierungen, Wochen, Auszeichnungen, Anmerkungen) | Anmerkungen                                                 |
| Jahr | Titel Musiklabel                          | DE | AT | CH | UK | US | AU | Anmerkungen                                                 |
| ---- | ----------------------------------------- | --- | --- | --- | --- | --- | --- | ----------------------------------------------------------- |
| 2005 | Killing with a Smile Resist Records (RES) | — | — | — | — | — | AU39 Gold · (1 Wo.)AU | Erstveröffentlichung: 12. September 2005 Verkäufe: + 35.000 |
| 2007 | Horizons Burning Heart Records (BHR)      | — | — | — | — | — | AU6 Gold · (3 Wo.)AU | Erstveröffentlichung: 6. Oktober 2007 Verkäufe: + 35.000    |
| 2010 | Deep Blue Epitaph Records (EPI)           | DE46 (1 Wo.)DE | AT68 (1 Wo.)AT | CH84 (1 Wo.)CH | — | US39 (2 Wo.)US | AU2 Gold · (6 Wo.)AU | Erstveröffentlichung: 5. Juni 2010 Verkäufe: + 35.000       |
| 2012 | Atlas Epitaph Records (EPI)               | DE22 (2 Wo.)DE | AT33 (1 Wo.)AT | CH57 (1 Wo.)CH | UK48 (2 Wo.)UK | US32 (2 Wo.)US | AU3 Gold · (4 Wo.)AU | Erstveröffentlichung: 26. Oktober 2012 Verkäufe: + 75.000   |
| 2015 | Ire Epitaph Records (EPI)                 | DE8 (2 Wo.)DE | AT11 (1 Wo.)AT | CH12 (1 Wo.)CH | UK23 (1 Wo.)UK | US29 (2 Wo.)US | AU1 Gold · (4 Wo.)AU | Erstveröffentlichung: 10. September 2015 Verkäufe: + 35.000 |
| 2018 | Reverence Epitaph Records (EPI)           | DE3 (11 Wo.)DE | AT6 (8 Wo.)AT | CH3 (6 Wo.)CH | UK14 (1 Wo.)UK | US35 (1 Wo.)US | AU1 Gold · (8 Wo.)AU | Erstveröffentlichung: 4. Mai 2018 Verkäufe: + 35.000        |
| 2022 | Darker Still Epitaph Records (EPI)        | DE5 (7 Wo.)DE | AT7 (3 Wo.)AT | CH5 (3 Wo.)CH | UK56 (1 Wo.)UK | — | AU1 (4 Wo.)AU | Erstveröffentlichung: 9. September 2022                     |

## Auszeichnungen
AIR Awards
| Jahr | Kategorie                                | für                | Resultat  |
| ---- | ---------------------------------------- | ------------------ | --------- |
| 2010 | Best Independent Hard Rock or Punk Album | Deep Blue          | Gewonnen  |
| 2013 | Best Independent Hard Rock or Punk Album | Atlas              | Nominiert |
| 2021 | Best Independent Heavy Album or EP       | Viva the Underdogs | Nominiert |

ARIA Music Awards
| Jahr | Kategorie                           | für                | Resultat  |
| ---- | ----------------------------------- | ------------------ | --------- |
| 2010 | Best Hard Rock or Heavy Metal Album | Deep Blue          | Gewonnen  |
| 2016 | Best Hard Rock or Heavy Metal Album | Ire                | Nominiert |
| 2018 | Best Hard Rock or Heavy Metal Album | Reverence          | Gewonnen  |
| 2020 | Best Hard Rock or Heavy Metal Album | Viva the Underdogs | Nominiert |

J Awards
| Jahr | Kategorie                    | für   | Resultat  |
| ---- | ---------------------------- | ----- | --------- |
| 2012 | Australian Album of the Year | Atlas | Nominiert |
| 2015 | Australian Album of the Year | Ire   | Nominiert |